# Творці континентів
«Творці континентів» (англ. The Continent Makers) — науково-фантастична повість Лайона Спрег де Кемпа, вперше опубліковане журналом «Thrilling Wonder Stories» в квітні 1951 року. Належить до серії «Міжпланетні подорожі» (порт. Viagens Interplanetarias), з підсерії про планету Земля.

## Сюжет
Геофізик Гордон Грем є учасником проекту Гамановія, місія якого полягає у збільшенні площі суші перенаселеної Землі 22-го століття шляхом створення нових материків маніпулюванням геологічними силами. Початкова мета проекту полягає у піднятті масиву землі під назвою Гамановія навколо існуючого острова Вознесіння в південній Атлантиці. Назву запропонованого нового континенту було обрано на честь португальського мореплавця Васко да Гами, першого європейця, який проплив тут, а також на честь відкривача острова — Жуана да Нова.
Злочинна група, яка ховається під маскою фальшивого Черчілліанського товариства, покликаного довести, що твори драматурга Бернарда Шоу насправді були написані Вінстоном Черчиллем (пародія на Шекспірівське питання), намагається викрасти технологію проекту.
Коли Грем закохується в Джеру-Бхетіру, з країни Катай-Джогорай з планети Крішна, банда намагається шантажувати його, щоб він допоміг їм, викравши її та погрожуючи вбити. Замість цього Грем об’єднується з констеблем Всесвітньої федерації Рейнхольдом Скляром і нареченим Джеру Варніпазом Бад-Саваруном, дипломатом королівства Сотаспе з планети Крішна, щоб перешкодити змовникам.
Поступово виявляється, що ворогом є банда прибульців з планети Тот зоряної системи Проціон, яка сподівається захопити новий континент, заволодівши Вознесінням, який наразі не має жодного суверенного уряду. Банді поспіхом ініціює створення частини континенту. Грем і його соратники за короткий період часу повинні побороти бюрократію Бразилії — найсильнішої країни тогочасної Землі та провести військову операцію на острові, а їм перешкоджають найманці разом із рептилоподібним прибульцем з Осіріса, що має гіпнотичні сили.
Додатковою проблемою для Грема є те, що порятунок Джеру нічого не принесе йому особисто, а принесе користь його супернику Варніпазу. Хоча Грем і Джеру кохають одне одного, люди в її країні одружуються на основі політичних і матеріальних інтересів, вважаючи, що кохання не має нічого спільного зі шлюбом.